# 阿尔贝罗纳
阿尔贝罗纳（義大利語：Alberona），是意大利福贾省的一个市镇。总面积49.26平方公里，人口1010人，人口密度20.5人/平方公里（2009年）。ISTAT代码为071002。